# George Atwood
George Atwood (rửa tội ngày 15 tháng 10 năm 1745, tại Luân Đôn - mất ngày 11 tháng 7 năm 1807, tại Luân Đôn) là nhà vật lý, nhà toán học người Anh. Ông là phát minh ra máy tính để minh họa tác động của Các định luật về chuyển động của Newton.
George Atwood mất lúc 61 tuổi tại Westminster khi còn độc thân và được chôn cất ở Nhà thờ Saint Margaret tọa lạc trên nền của tu viện Westminster.